# 남해 용문사 명부전
남해 용문사 명부전(南海 龍門寺 冥府殿)은 대한민국 경상남도 남해군 이동면 용문tk에 있는 명부전이다.
1985년 11월 14일 경상남도의 문화재자료 제151호 용문사명부전으로 지정되었다가, 2018년 12월 20일 현재의 명칭으로 변경되었다.

## 개요
용문사는 조선 중기에 세운 절이다. 처음에는 탐진당과 적묵당이 있었는데, 근처 금산의 보광사 보다 좋은 자리라고 하여 백월당 스님이 보광사 대웅전 등의 건물을 옮기고 ‘용문사’라 하였다.
명부전은 임진왜란 뒤에 세웠다고 전하나 지은 시기는 정확하게 알 수 없고 지장전, 시왕전이라고도 한다.
건물 안쪽에는 지장보살을 중심으로 시왕(十王)을 좌우에 모시고 있다. 지장보살은 모든 인간을 교화시키는 역할을 하고, 시왕은 지옥계의 심판관이다.
남해용문사중흥기와 만년통고에 의하면 虎隱화상이 1895년부터 1897년까지 영산전, 천왕각, 대지전, 소지전, 미륵전, 선당, 일주문 등과 같이 명부전을 중건하고, 대웅전 내의 후불탱 등을 조성하고 명부전 內의 지장탱, 시왕 등을 복원 중흥하였다.

## 참고 문헌
- 남해 용문사 명부전 - 국가유산청 국가유산포털